# Dolenja Podgora
Dolénja Podgôra je naselje v Sloveniji.

## Geografija
Povprečna nadmorska višina naselja je 380 m.
Pomembnejša bližnja naselja so: Zagozdac (1,3 km), Stari trg ob Kolpi (5,5 km), Predgrad (3,5 km) in Črnomelj (25 km).